# Dibuix tècnic

Dibuix tècnic del símbol monetari de l'euro.

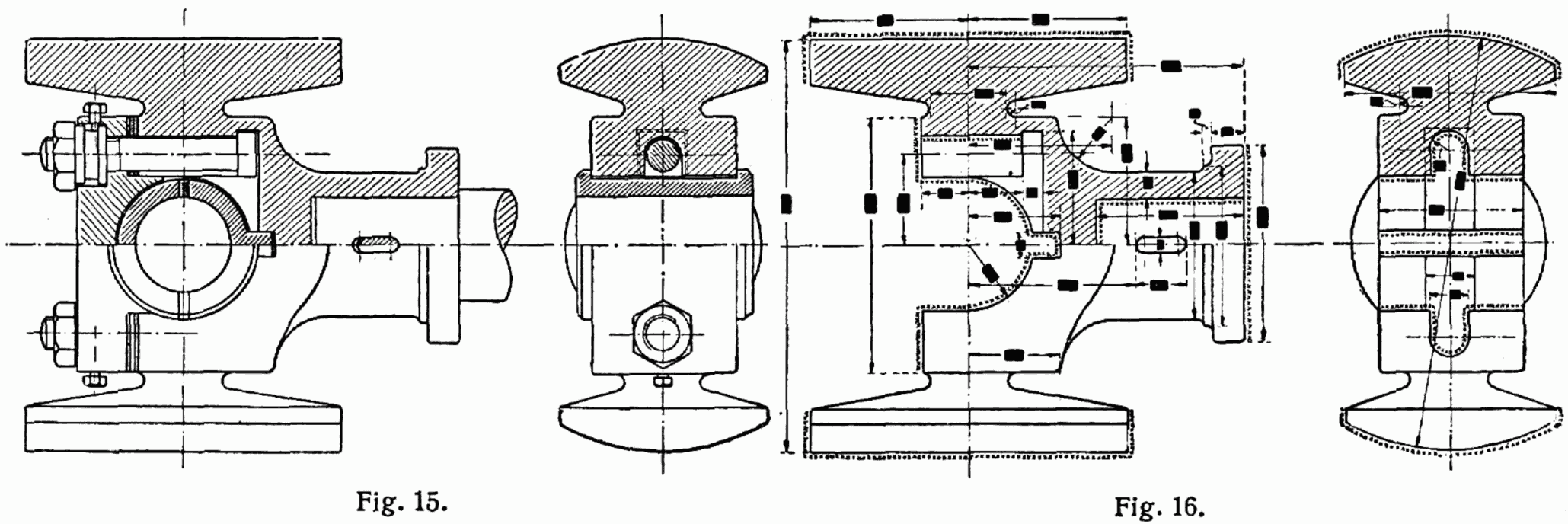
Un dibuix tècnic ha de facilitar la visualització de tots els detalls de la peça, per permetre la seva anàlisi i la seva futura construcció.

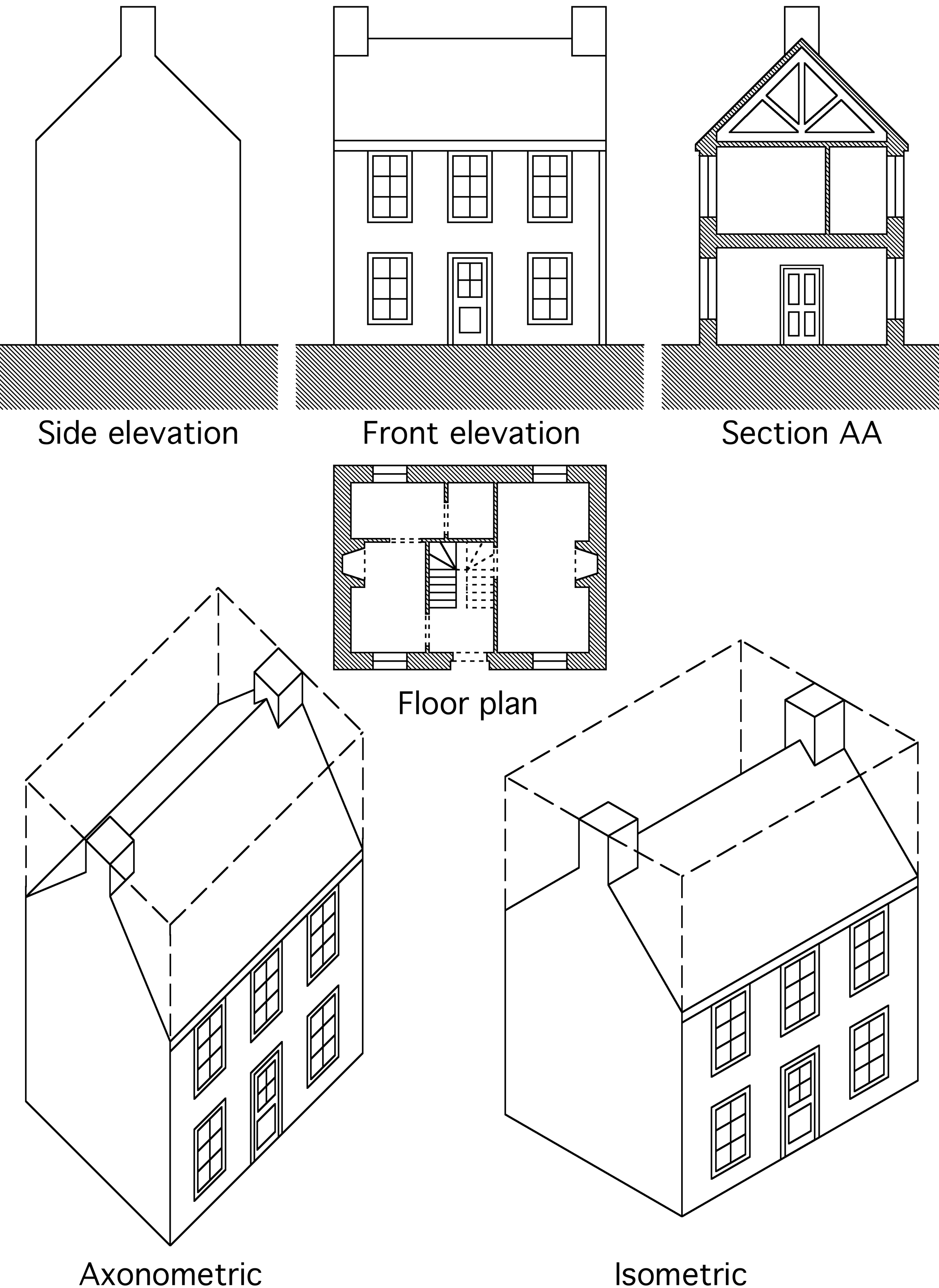
Vistes estàndards usades en el dibuix arquitectònic.

Mides de paper ISO

La matèria de dibuix tècnic desenvolupa les estratègies necessàries per a la comprensió i posterior solució gràfica dels problemes, amb un component de recerca i planificació dels processos. Els continguts de la matèria proporcionen a l'alumnat els coneixements propis del batxillerat i el prepara per afrontar estudis futurs més complexos. Pel seu caràcter instrumental, esdevé una eina imprescindible per a la formació acadèmica i també per a futures activitats professionals.
El dibuix tècnic és una eina amb un llenguatge propi, que s'utilitza en disciplines que s'ocupen principalment del disseny de la forma i la funció dels objectes i els espais, i esdevé en molts casos un instrument d'investigació i de creació de les solucions que demanen els projectes de disseny gràfic i industrial, d'arquitectura, d'enginyeria, d'urbanisme entre d'altres.
El dibuix tècnic esdevé un instrument que concreta les formes i els espais en què viurem, i per aquesta raó el coneixement de les seves estructures, de les seves propietats i els seus processos de resolució i construcció és fonamental per entendre l'entorn ple d'elements i espais artificials. Aquest fet implica la interpretació i posterior racionalització de les formes que s'interrelacionen i estructuren en una realitat sempre complexa.
El camp d'actuació del dibuix tècnic és molt ampli. A més dels àmbits clàssics on s'acostuma a ubicar aquesta matèria, el dibuix tècnic té un paper important també en el món de les arts en general. Fugint de la dualitat de conceptes com el d'art i tècnica, el dibuix tècnic s'integra en l'art actual principalment com a suport al procés creatiu.
Els continguts de la matèria desenvolupen la visió espacial, mitjançant l'estudi de la geometria i les relacions que es produeixen sobre el pla i a l'espai. El seu ensenyament ha de recollir el desenvolupament d'aquesta visió espacial i de les capacitats d'abstracció com a aspecte fonamental per a un assoliment posterior dels conceptes.
També desenvolupa la sistematització dels procediments per trobar solucions tècniques a les propostes d'activitats. La combinació entre teoria i pràctica, d'activitats inductives i deductives, el desenvolupament de projectes on la imaginació i el plantejament de problemes tenen un paper fonamental, esdevenen un conjunt d'elements pedagògicament motivadors que ajuden a la integració dels conceptes, dels procediments i de les metodologies en els processos d'aprenentatge i creació.
El dibuix tècnic requereix una objectivació de les concepcions formals i funcionals dels espais i dels objectes mitjançant un llenguatge de representació normalitzat i universal, però incorporant en aquests processos l'actitud reflexiva i una visió crítica que contribueixi a formar la base d'un futur professional responsable amb la societat i amb el disseny ambiental.

## Característiques

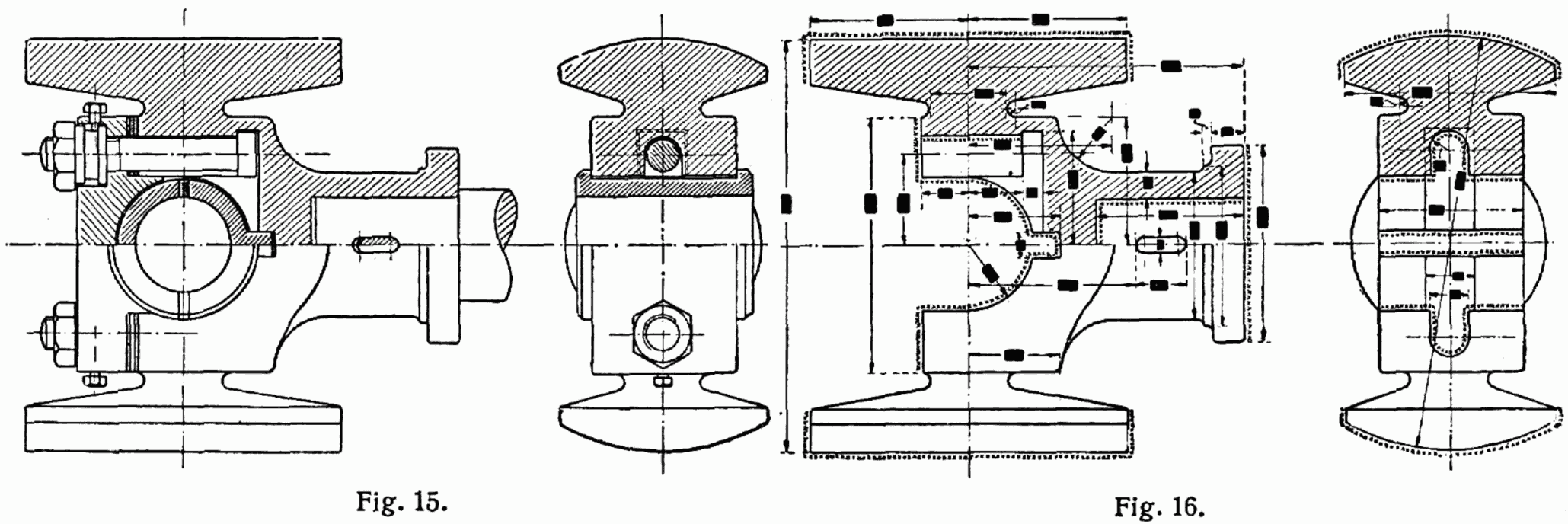
Un dibuix tècnic ha de facilitar la visualització de tots els detalls de la peça, per permetre'n l'anàlisi i la futura construcció.

### Formes d'expressió
El dibuix tècnic engloba treballs com esbós i/o croquis, esquemes, diagrames, plans elèctrics i electrònics, representacions de tota mena d'elements mecànics, plans d'arquitectura, urbanisme, etc, resolts mitjançant l'auxili de conceptes geomètrics, on són aplicades les matemàtiques, la geometria euclidiana, diversos tipus de perspectives, escales, entre d'altres.

### Mitjans i suports
El dibuix pot ser plasmat en una gran varietat de materials, com són diversos tipus de paper, llenç o acetat (mylar); també es pot projectar a pantalla, mostrar-se en monitor.

### Útils i instruments
Per realitzar el dibuix tècnic s'empren diversos estris o instruments: regles de diversos tipus, compassos, llapis, escaires, cartabó, tiralínies, retoladors, etc.

## Dibuix d'arquitectura

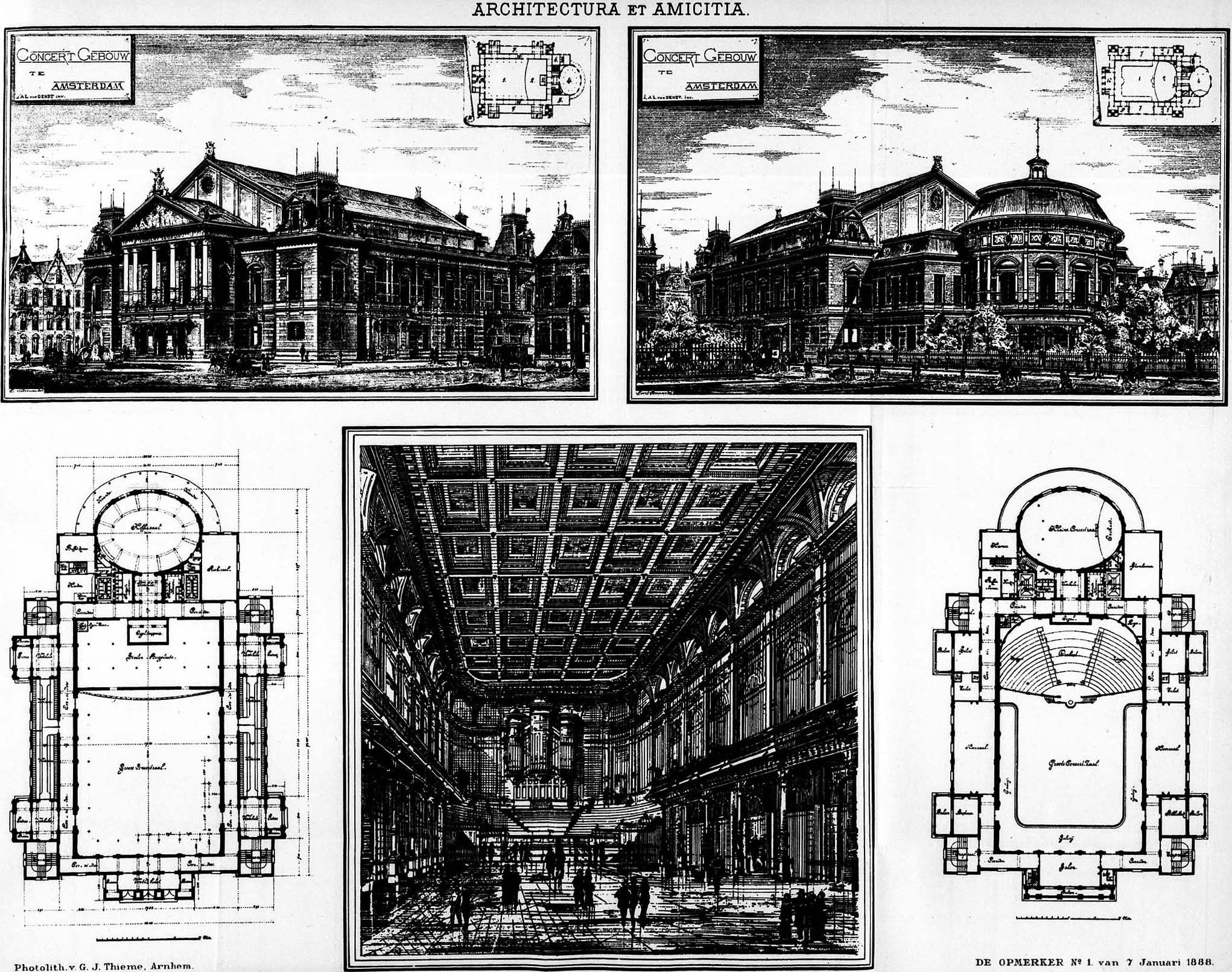
El Concertgebouw (sala de concerts) a Amsterdam, per Adolf Leonard van Gendt, il·lustració publicada el 1888

El dibuix arquitectònic o dibuix d'arquitectura és el dibuix tècnic d'un edifici o d'un projecte de construcció que correspon al camp de l'arquitectura. El dibuix arquitectònic és utilitzat per arquitectes i altres per a una sèrie de propòsits: 
- Per a glossar una idea de disseny en una proposta coherent
- Per a comunicar idees i conceptes
- Per convèncer els clients dels avantatges d'un disseny
- Per a guiar als operaris en la construcció d'un edifici
- Com un registre del treball realitzat
- Per fer un registre escrit d'un edifici que ja existeix

### Alçat
Un alçat, en dibuix tècnic o dibuix arquitectònic, és la representació plana de la façana d'un edifici, el costat d'una màquina o d'un objecte, mitjançant projecció geomètrica ortogonal, sense tenir en compte la perspectiva, conservant aquest totes les seves proporcions.
L'alçat s'obté mitjançant una projecció paral·lela de l'element a representar, sent aquesta perpendicular al pla de projecció. L'alçat és una de les representacions principals del sistema dièdric, juntament amb la planta; també es fa servir l'alçat lateral, com dibuix auxiliar.
L'alçat, dibuixat a escala, permet comprovar la veritable dimensió de tots els seus elements, sent de gran utilitat en les representacions d'elements arquitectònics i forma part dels documents imprescindibles de tot projecte d'arquitectura.

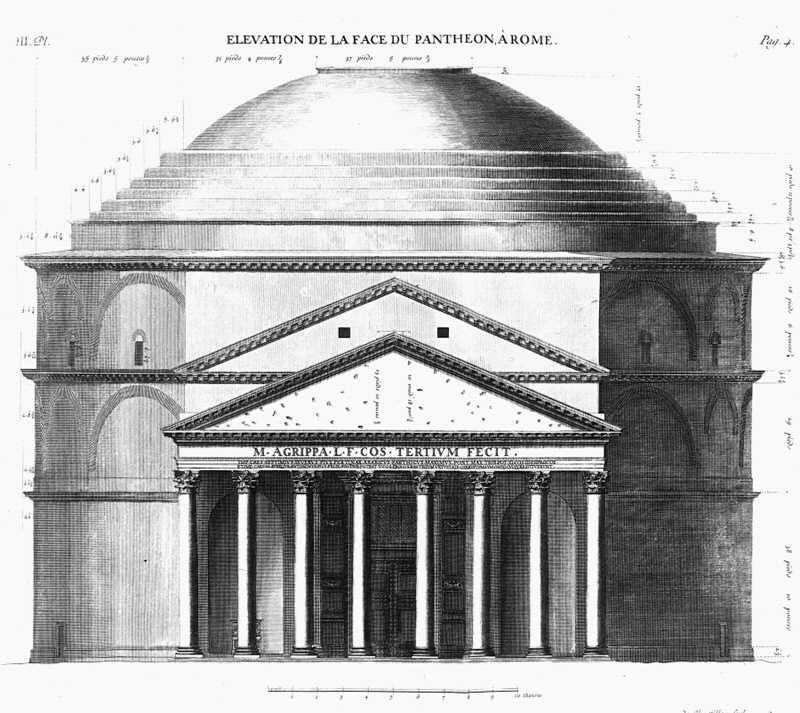
Alçat del Panteó d'Agripa

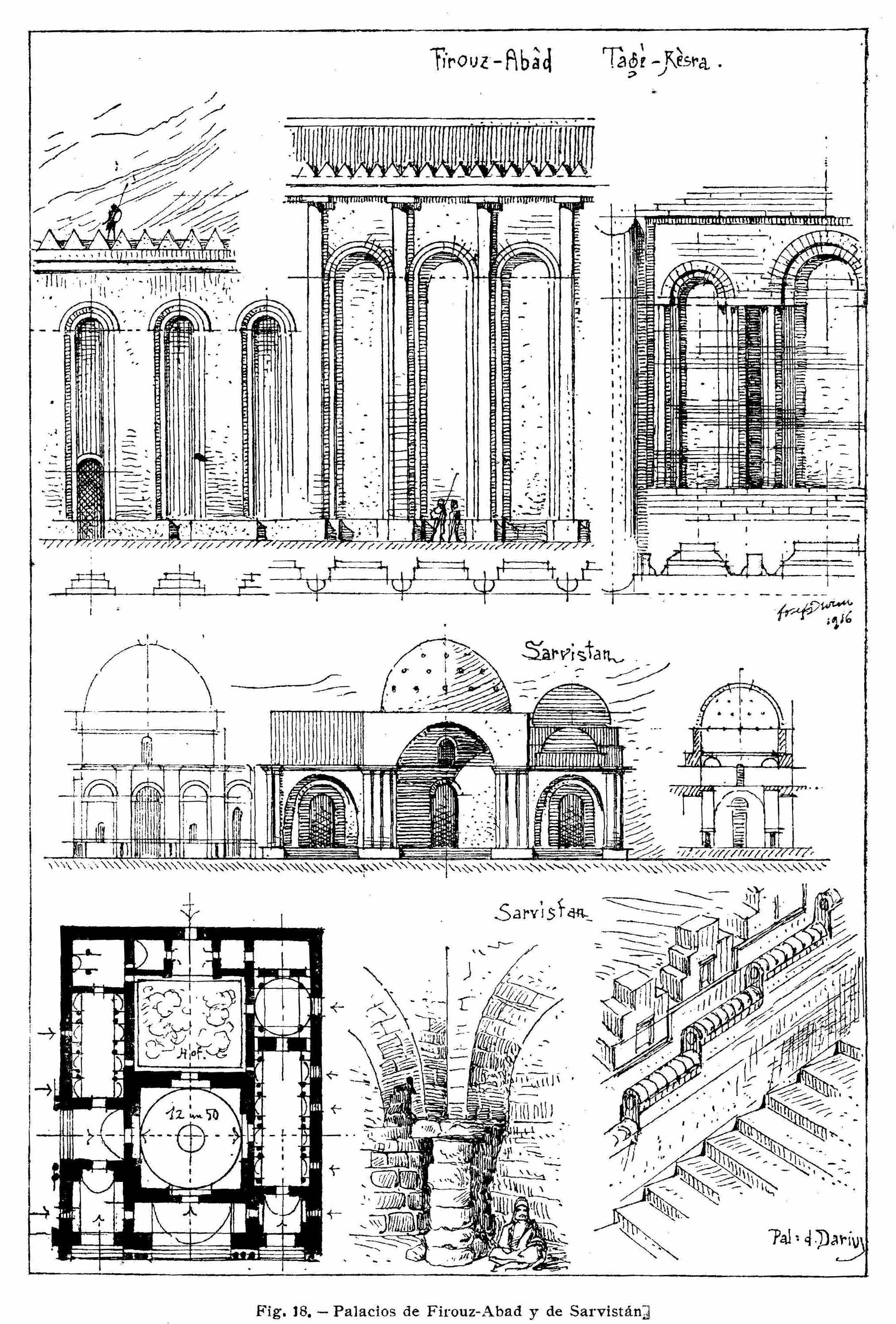
Plànols d'una església amb alçats, seccions, planta (a la cantonada inferior esquerra), detalls i perspectives.

### Planta
Una planta és la representació sense perspectiva d'un cos sobre un pla horitzontal. La planta s'obté mitjançant una projecció paral·lela, perpendicular al pla projectant horitzontal. És una de les representacions principals del sistema dièdric, juntament amb l'alçat. També es denomina planta a la representació de la secció horitzontal d'un edifici, un moble, una peça o qualsevol altre objecte.
En arquitectura, la planta és un dibuix que representa, en projecció ortogonal i a escala, una secció horitzontal d'un edifici, és a dir, la figura que formen els murs i envans a una alçada determinada (normalment coincident amb les finestres, perquè es puguin apreciar).
Els plans d'un edifici consten d'almenys una planta per cada alçada o nivell d'aquest, incloent la planta de cobertes, que a diferència de les altres, no secciona l'edifici sinó que el mostra vist des de dalt, tal com es veuria al sobrevolar-, però sense distorsions de perspectiva.
Acompanyant a les plantes o seccions horitzontals, s'utilitzen també plànols de secció vertical (denominats  seccions  o  plànols de secció ), així com plans d'alçat, que mostren l'aspecte exterior de les diferents façanes l'edifici, sense seccions.
Hi ha diferents tipus de plànols de planta en funció del que es vulgui representar. Els principals són: 
- Plantes d'arquitectura: mostren les divisions interiors de l'edifici, les portes, finestres i escales. Solen estar acotades i poden anotar també la superfície de cada recinte.

- Plantes constructives: reflecteixen els detalls constructius de façana i envans interiors.
- Plantes d'acabats: mostren els materials de revestiment o acabat de sòls, sostres i paraments verticals en cadascuna de les estances o habitacions.
- Plantes d'instal·lacions: mostren el recorregut i ubicació dels diferents elements que componen les instal·lacions de l'edifici. Normalment hi ha una planta dedicada a cada tipus d'instal·lació (elèctrica, fontaneria, sanejament, etc.).
- Plantes d'estructura: mostren els detalls del forjat. A diferència de les altres plantes, que solen seccionar just per sobre del sòl, les plantes d'estructura solen seccionar just per sota, mostrant per tant els elements sobre els quals se suporta el forjat.

## Camps relacionats

### Il·lustració tècnica

Il·lustració d'una bateria

Il·lustració tècnica és l'ús de la imatge per comunicar visualment informació de naturalesa tècnica. Les il·lustracions tècniques poden ser dibuixos tècnics de components o diagrames. L'objectiu de la il·lustració tècnica és "generar imatges expressives que transmetin efectivament certa informació a través del canal visual a l'observador humà".
El propòsit principal de la il·lustració tècnica és descriure o explicar aquests elements a una audiència més o menys no tècnica. La imatge visual ha de ser precisa en termes de dimensions i proporcions, i ha de proporcionar "una impressió general del que és o fa un objecte, per millorar l'interès i la comprensió de l'espectador".
Segons Viola (2005), "les tècniques il·lustratives sovint es dissenyen de manera que fins i tot una persona sense coneixements tècnics comprengui clarament l'obra d'art. L'ús de diferents amplades de línia per emfatitzar la massa, la proximitat i l'escala va ajudar a crear una imatge simple amb un dibuix lineal més comprensible per al profà. L'ombreig creuat, el puntejat i altres tècniques de baixa abstracció van donar més profunditat i dimensió al tema".

#### Dibuix de tall

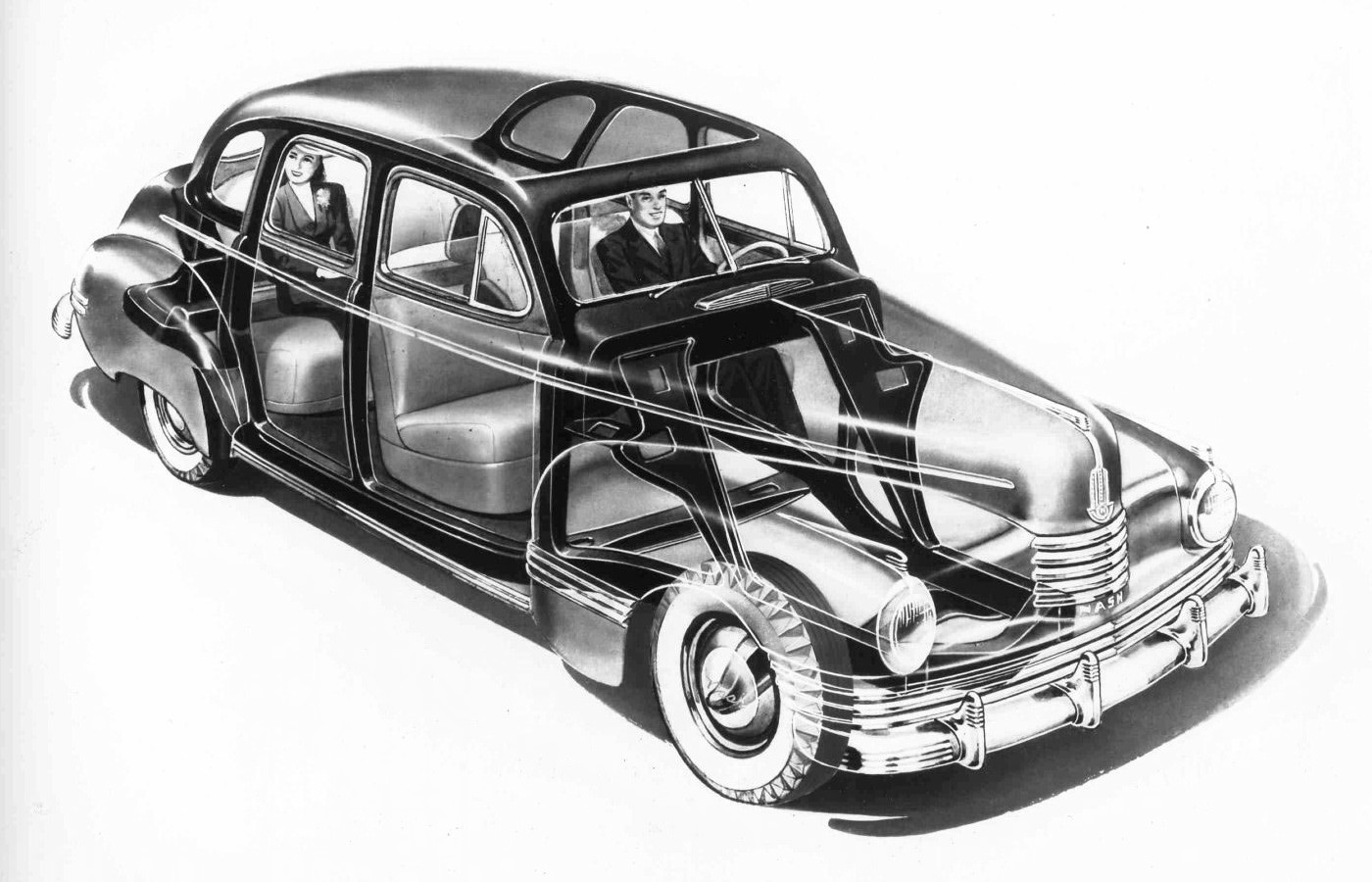
Dibuix en tall del Nash 600, un automòbil nord-americà de la dècada de 1940

Un "dibuix de tall" o "vista en secció" és una il·lustració tècnica en què s'elimina part de la superfície d'un model tridimensional per mostrar part de l'interior del model en relació amb l'exterior.
El propòsit d'un dibuix de tall és "permetre que l'espectador faci un cop d'ull a un objecte opac sòlid. En lloc de deixar que l'objecte interior brilli a través de la superfície circumdant, simplement s'eliminen parts de l'objecte exterior. Això produeix una aparença visual com si algú havia retallat una part de l'objecte o l'havia tallat en parts Les il·lustracions en tall eviten ambigüitats respecte a l'ordenament espacial, brinden un contrast marcat entre els objectes de primer pla i de fons, i faciliten una bona comprensió de l'ordenament espacial".

### Vista explosionada

Vista d'especejament d'una bomba d'engranatges.

Una vista explosionada (també coneguda com a dibuix d'especejament o perspectiva explosionada) és un diagrama d'un objecte, que mostra la relació i/o l'ordre d'acoblament de les diverses parts en què l'objecte es descompon.
Un dibuix d'especejament mostra els components d'un objecte lleugerament separats per una distància petita, com suspesos a l'espai exterior circumdant en el cas d'un diagrama tridimensional. Mostra tots els components d'un conjunt i com encaixen entre ells. Aquest tipus de dibuix també pot ajudar a representar l'especejament d'objectes, on les peces de l'exterior normalment es desmunten primer.
Aquest tipus de dibuix es fa servir en catàlegs de peces, manuals d'acoblament i manteniment i altres materials d'ensenyament. La projecció d'una vista explosionada generalment es mostra des de dalt i lleugerament en diagonal des del costat esquerre o dret del dibuix.

## Aplicacions

### Arquitectura

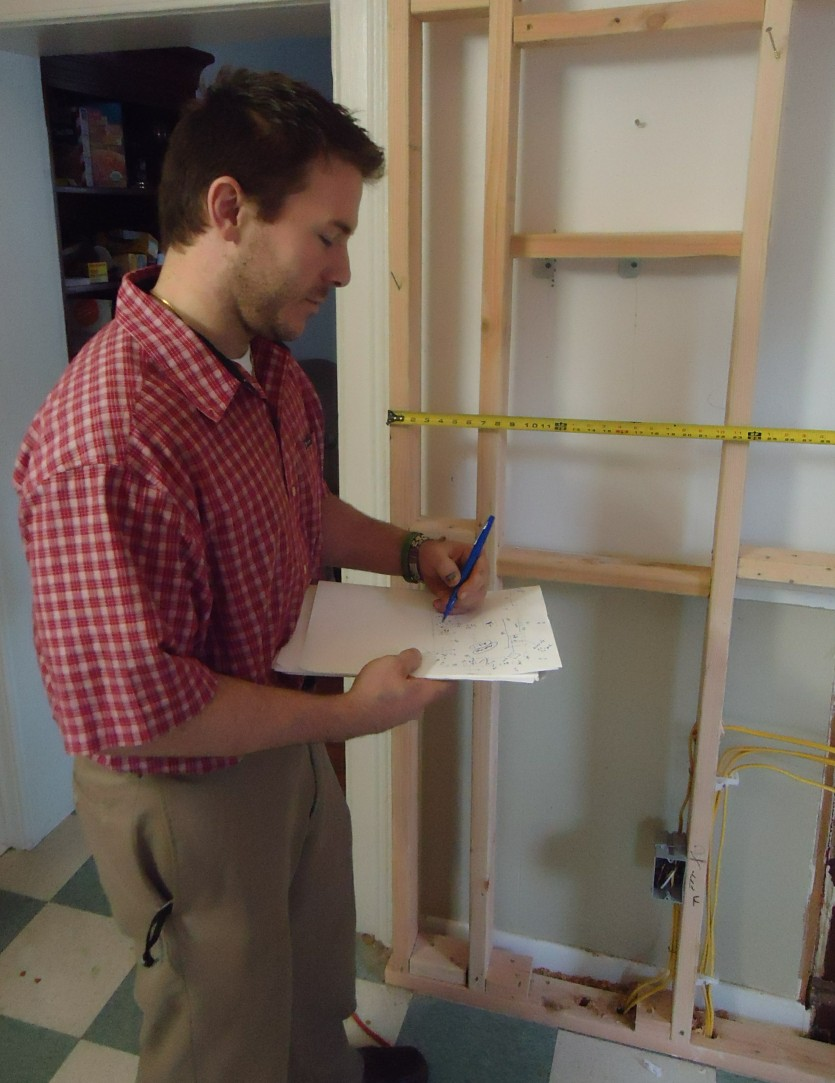
Per planificar una renovació, aquest arquitecte pren mesures que després farà entrar al sistema de disseny assistit per ordinador.

L'art i el disseny que s'utilitza per fer edificis es coneix com a arquitectura. Per comunicar tots els aspectes de la forma o el disseny, es fan servir dibuixos de detall. En aquest camp, el terme plànol s'usa sovint quan es fa referència a la vista de la secció completa d'aquests dibuixos vistos des de tres peus sobre el pis acabat per mostrar les ubicacions de portes, finestres, forats d'escala, etc. Els dibuixos arquitectònics descriuen i documenten el disseny dun arquitecte.

### Enginyeria
Enginyeria pot ser un terme molt ampli. Prové del llatí ingenerare, que significa "crear". Com que això podria aplicar-se a tot allò que creen els humans, se li dona una definició més estreta en el context del dibuix tècnic. Els dibuixos d'enginyeria generalment s'ocupen d'elements d'enginyeria mecànica, com ara peces i equips fabricats.

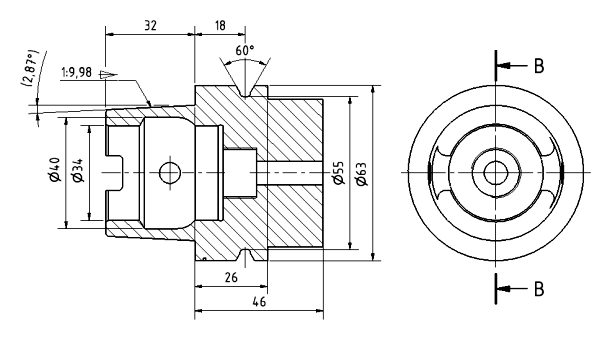
Dibuix d'enginyeria d'una peça de màquina eina

Els dibuixos d'enginyeria generalment es creen d'acord amb convencions estandarditzades per a disseny, nomenclatura, interpretació, aparença (com tipus de lletra i estils de línia), mida, etc.
El seu propòsit és capturar amb precisió i sense ambigüitats totes les característiques geomètriques d'un producte o component. L'objectiu final d'un dibuix d'enginyeria és transmetre tota la informació requerida que permetrà a un fabricant produir aquest component.

### Enginyeria de programari
Els practicants d'enginyeria de programari fan ús de diagrames per dissenyar programari. Existeixen estàndards formals i llenguatge de modelatge com el llenguatge de modelatge unificat (UML), però la majoria dels diagrames es realitzen utilitzant diagrames ad hoc informals que il·lustren un model conceptual.
Els professionals van informar que els diagrames van ajudar a analitzar requisits,:539 disseny, refactorització, documentació, incorporació, comunicació amb les parts interessades. :560 Els diagrames sovint són transitoris o es redibuixen segons calgui. Els diagrames redibuixats poden actuar com una forma de comprensió compartida en un equip.:561